# Hippolyte Paquier-Sarrasin
Pour les articles homonymes, voir Paquier et Sarrasin.
Hippolyte Paquier-Sarrasin est un maître verrier français né le 1er novembre 1882 dans le 2e arrondissement de Lyon où il est mort le 20 juin 1961 dans le 3e arrondissement, fils de Joanny Paquier-Sarrasin , lui-même artiste peintre et maitre verrier.

## Biographie
Hippolyte Paquier-Sarrasin a participé au Salon d'automne de 1923 et au Salon organisé par la Société lyonnaise des beaux-arts en 1949.

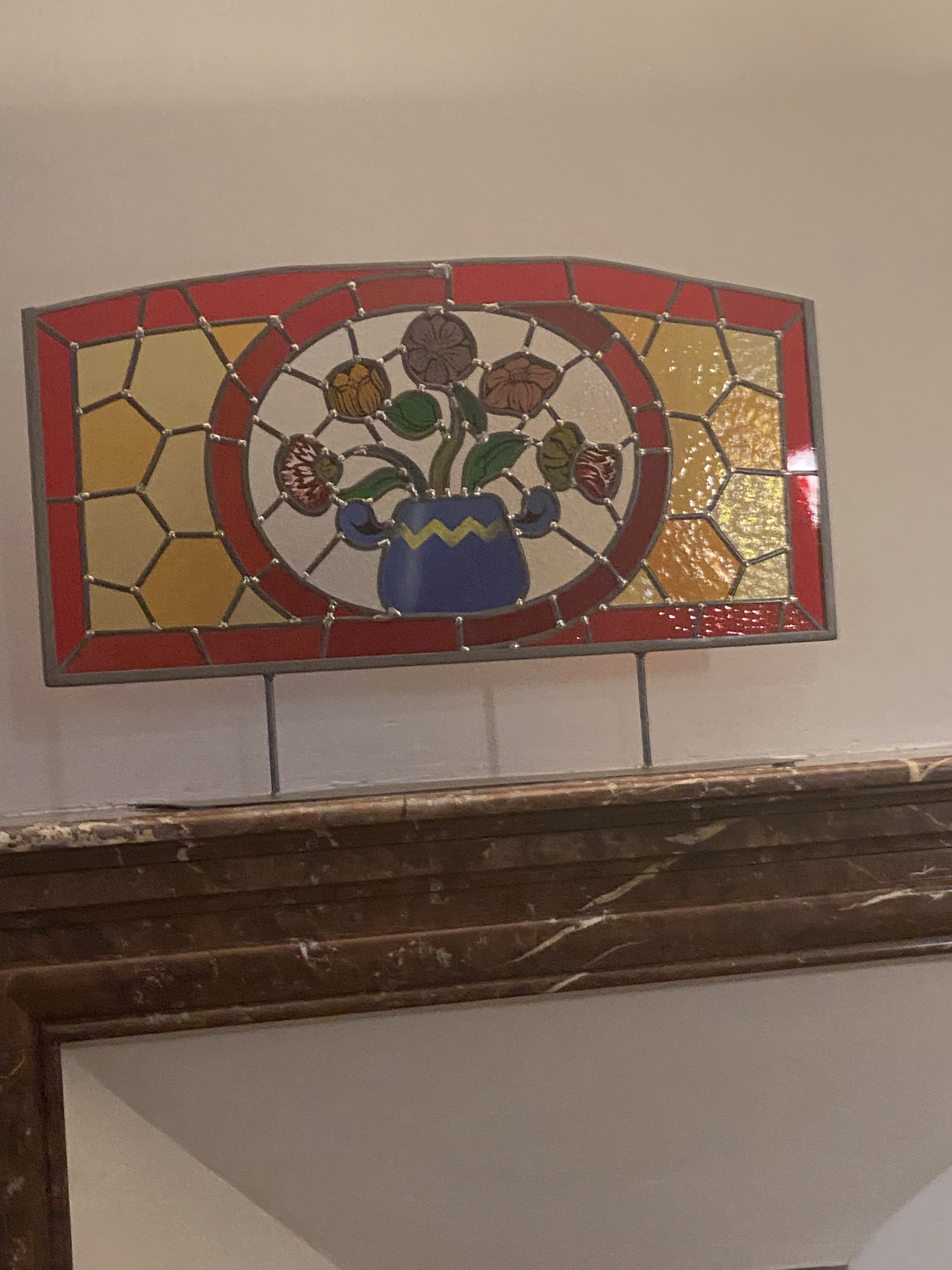
Reconstruction d'un fragment de vitrail (travail de Camille Mollet)

## Œuvres
- Hôtel Château Perrache à Lyon en 1912[6]
- Piscine Garibaldi à Lyon en 1932[7].
- Verrière des anciens fonts baptismaux, église Saint-Vincent de Paul de Lyon, 8e[8].
- Palais de la mutualite à lyon en 1913.verrieres sur les 4 etages ,au niveau des escaliers .

## Galerie

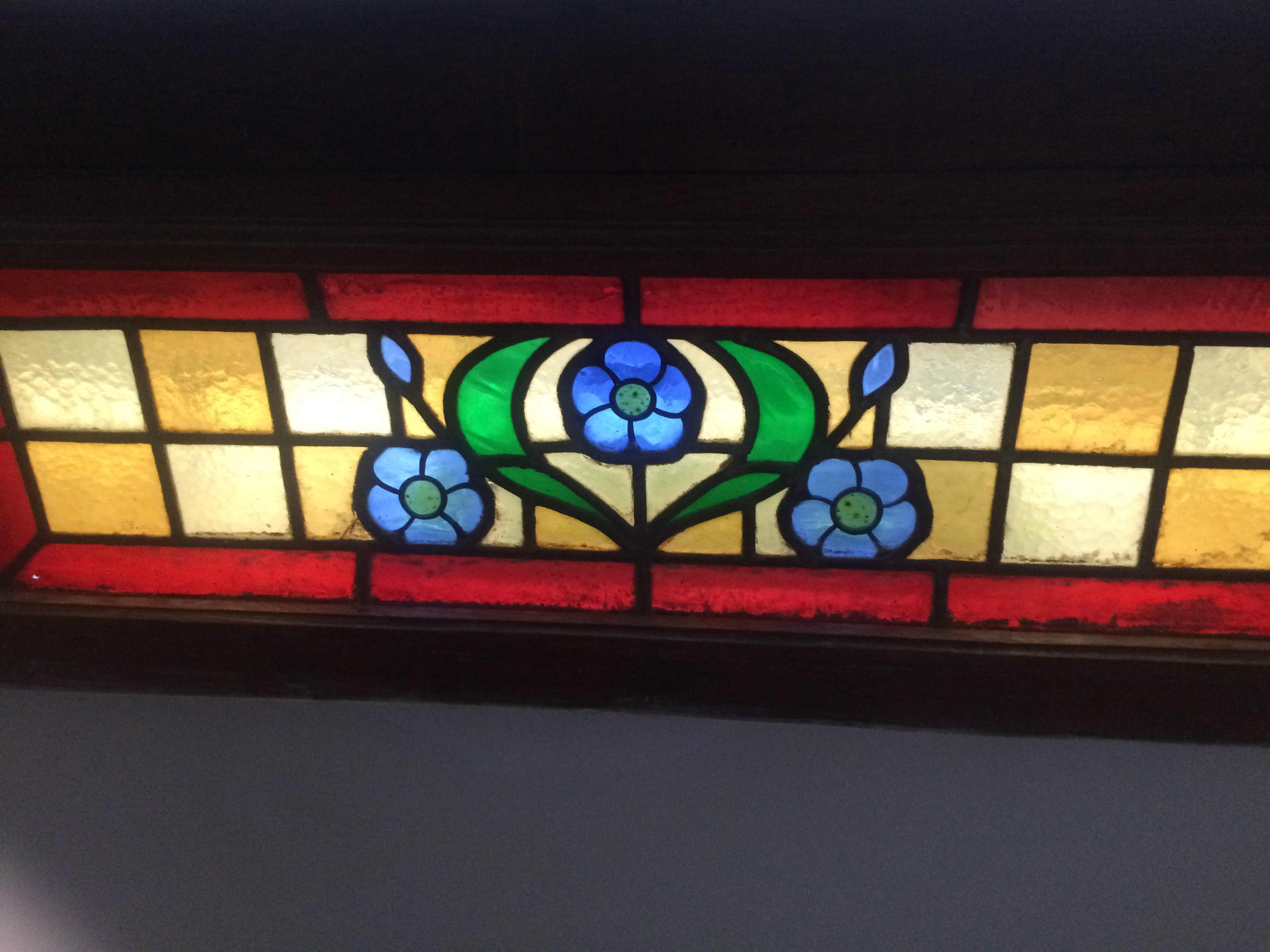
Vitrail d'H. Paquier Sarrasin à Joyeuse (Ardèche), années 30.
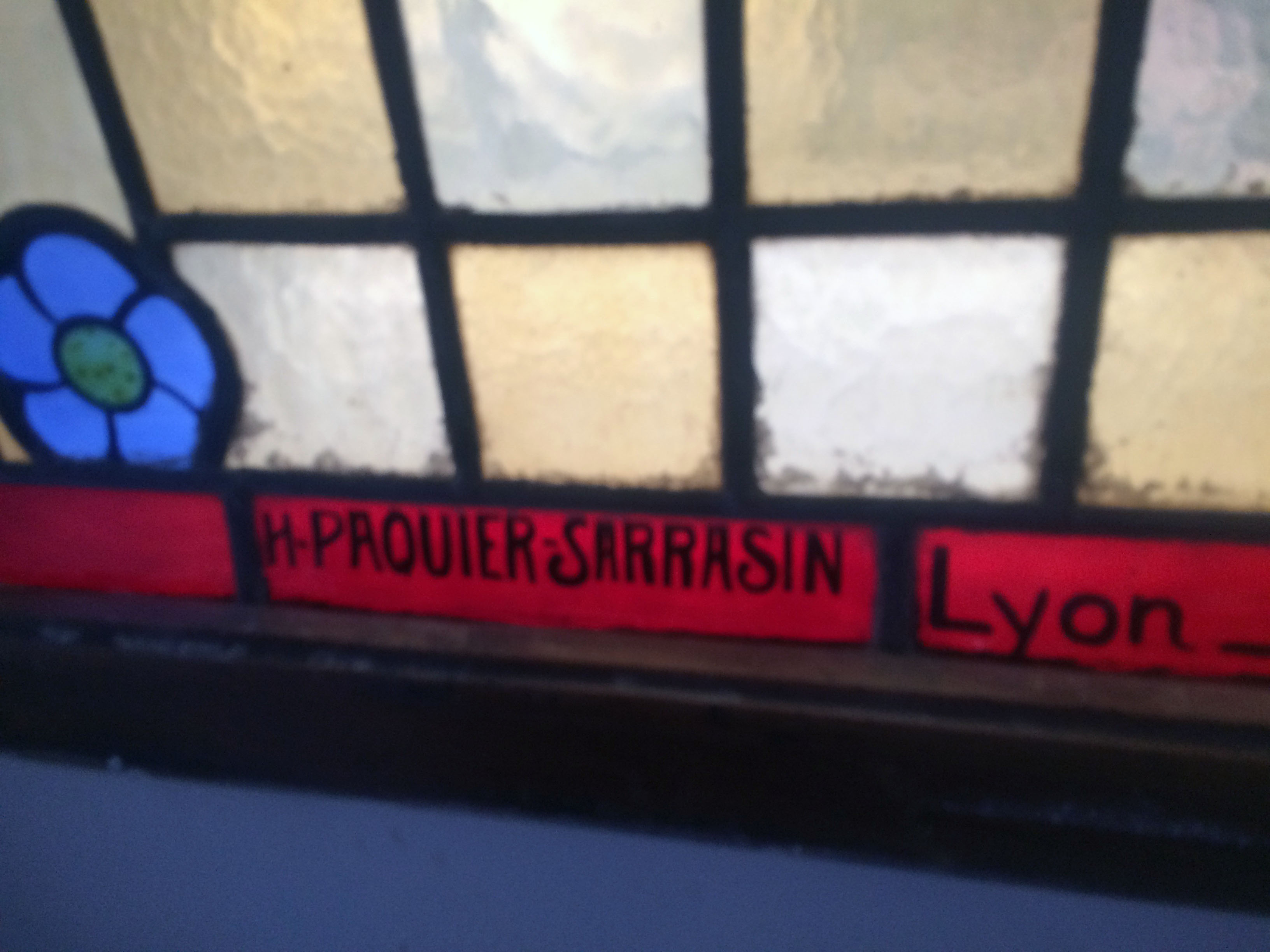
Signature d'H. Paquier Sarrasin.